# ベルサイユオブザデッド
『ベルサイユオブザデッド』は、スエカネクミコによる日本の漫画。漫画雑誌『ヒバナ』（小学館）で2016年2月号から2017年9月号（最終号）まで連載され、以後は漫画アプリ『マンガワン』に移籍して2020年11月7日まで配信された。

## あらすじ
フランス革命直前の18世紀フランス。オーストリアから次代王妃として嫁いできたマリー・アントワネットは、双子の弟アルベールを連れて、フランスに向かう途中、不死者の群れに襲われる。
襲撃から唯一生き残ったアルベールだったが、姉・マリーが死亡したことから、彼女に成り代わって王室入りをすることになる。

## 世界観・用語解説
不死者（モルビバン）
蘇り病に罹った死者のことで、いわゆるゾンビ。人間を襲う。首を切られると死亡する。
蘇り病
フランスで密かに蔓延する架空の奇病。これに罹った者は不死者と化す。

## 登場人物
アルベール
本作の主人公。マリーの双子の弟。顔がマリーと瓜二つであることから、身代わりとして連れてこられた。フランスに向かう途中で不死者の群れに襲われ、唯一生き残るが、姉が死んだことを機に、彼女に成り代わることを決意する。不死者の前では、圧倒的な強さを見せるが、バスティアンからは不信感を持たれ、アンジェロ、ドミニクからは「悪魔が憑いている」と言われている。幼少時から姉のふりをさせられるなど、女顔を理由にいじめられていた。
マリー・アントワネット
アルベールの双子の姉。天真爛漫で腕白な性格。次代王妃として、オーストリアから嫁いできたが、フランスに向かう途中、不死者の群れに襲われて死亡する。
バスティアン
ベルサイユ宮殿の傭兵。生真面目な性格。不死者の群れに襲われて唯一生き残り、不死者の前で圧倒的な強さを見せるアルベールに不信感を抱き、彼を殺害して自らも死のうとするが、逆に殺されてしまい、以降は不死者となり、期せずしてアルベールの従者となる。
ジェラール
ベルサイユ宮殿の傭兵。バスティアンとは親しい。
デュ・バリー夫人
ルイ15世の公妾。自分の立場が揺らぐことを恐れて、アンジェロ、ドミニクを使って、マリーの暗殺を企む。
アンジェロ、ドミニク
デュ・パリー夫人に仕える男性たち。アントワネット（アルベール）を「悪魔」と呼び警戒していたが、ドミニクはアルベールによって倒された。
オーギュスト
ルイ15世の孫。後のルイ16世。男のアルベールをマリーの代役として受け入れ、結婚する。次期国王としてフランスを背負うことに不安を抱えている。女に無関心で、使用人たちから「男好き」と噂されているが、宮殿の地下室に、ある女性を保管している。
ルイ15世
フランス国王。病で余命幾ばくもない。デュ・バリー夫人を寵愛する。

## 書誌情報
- スエカネクミコ『ベルサイユオブザデッド』小学館〈ビッグコミックス〉、全5巻
  1. 2017年1月12日発売[2]、ISBN 978-4-09-187666-9
  2. 2018年1月12日発売[3]、ISBN 978-4-09-189829-6
  3. 2019年12月12日発売[4]、ISBN 978-4-09-860523-1
  4. 2020年4月17日発売[5]、ISBN 978-4-09-860655-9
  5. 2020年12月11日発売[6]、ISBN 978-4-09-860832-4